# Kreis Kruja

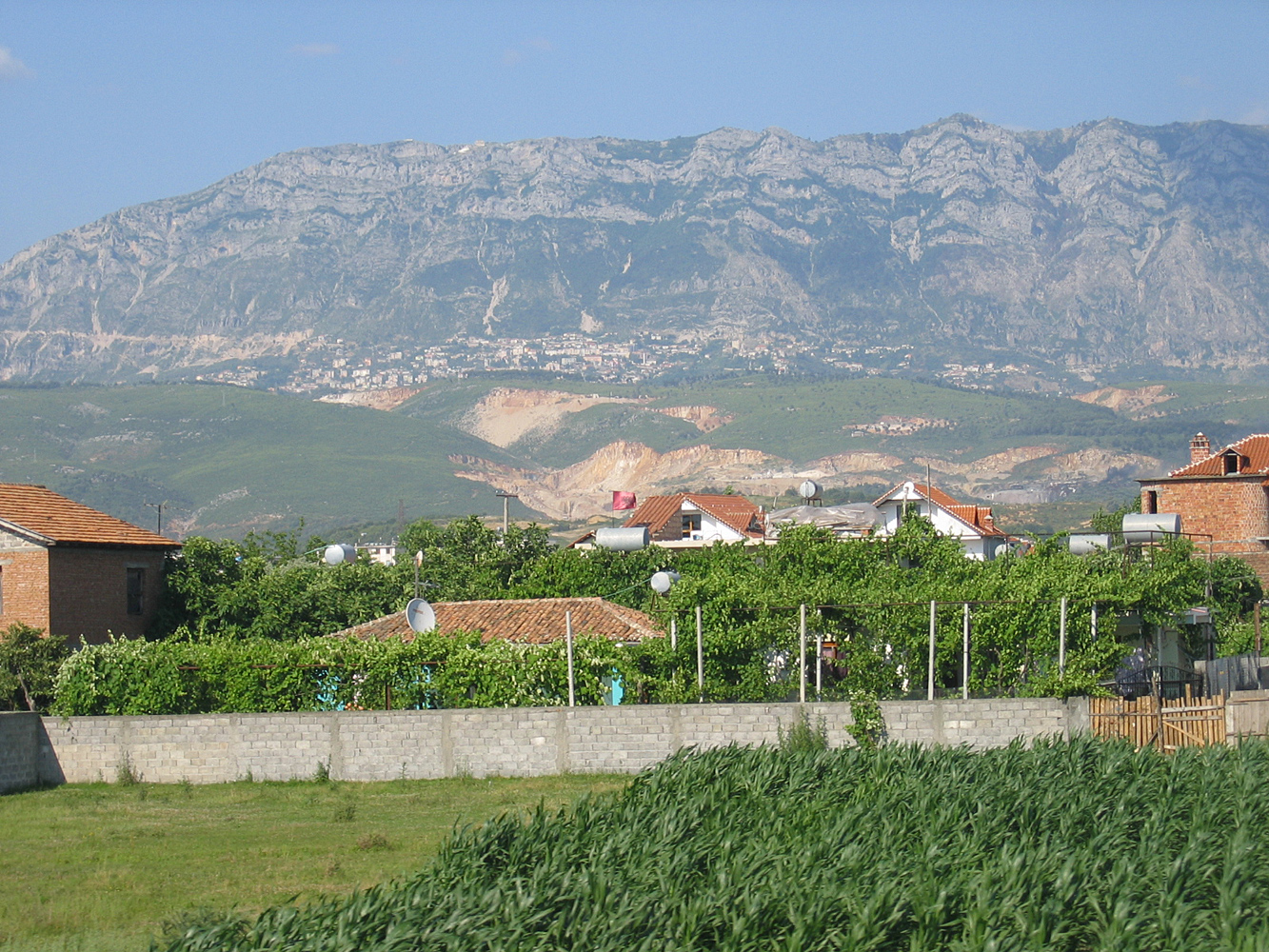
Kruja und die Skanderbeg-Berge von der Ebene bei Fushë-Kruja aus gesehen

Der Kreis Kruja (albanisch: Rrethi i Krujës) war einer der 36 Verwaltungskreise Albaniens, die im Sommer 2015 nach einer Verwaltungsreform aufgehoben worden sind. Das Gebiet mit einer Fläche von 333 Quadratkilometern gehört zum Qark Durrës und bildet heute die Gemeinde Kruja. Im Jahr 2011 hatte der Kreis 59.814 Einwohner. Benannt wurde der Kreis nach dem Hauptort Kruja.

## Geographie

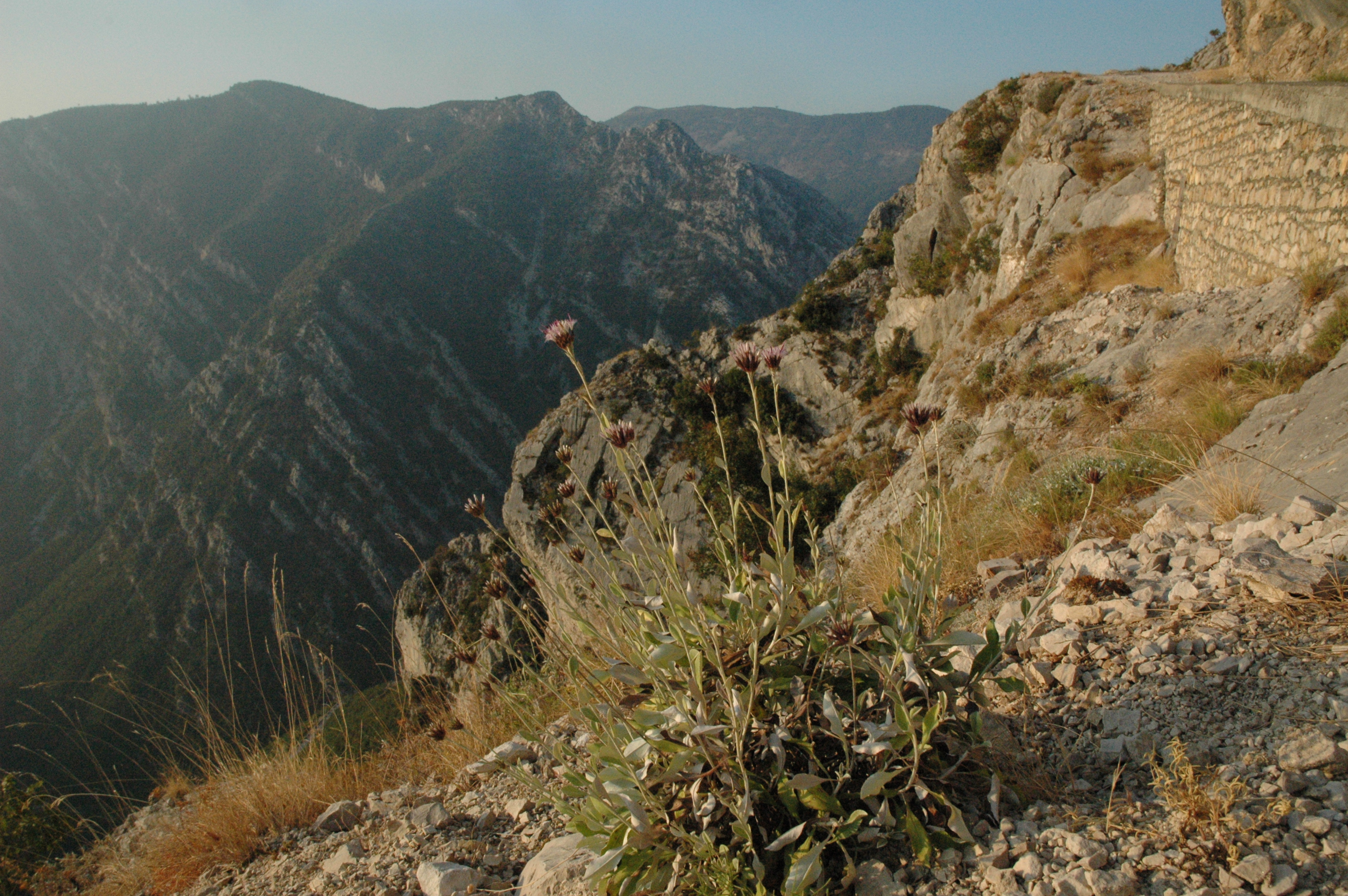
Berglandschaft wenig nordöstlich von Kruja

Der Kreis umfasste ein Gebiet in der flachen Ebene des Flusses Ishëm nördlich von Tirana und in den östlich angrenzenden Skanderbeg-Bergen, die eine Höhe von mehr als 1400 Metern erreichen. Im Nordwesten endete es wenige Kilometer von der Küste des Adriatischen Meers entfernt. Im Westen wird die Ebene durch eine Hügelkette abgeschlossen.
Der Ort Fushë-Kruja (Kruja-Ebene) entwickelte sich zum neuen, inoffiziellen Zentrum der Region, da der Hauptort Kruja, hoch über der Ebene am Berghang gelegen, nur schwer zu erreichen ist. In der fruchtbaren und erschlossenen Ebene siedelten sich in den letzten Jahrzehnten zahlreiche Menschen an, so dass auch die nördlich an Fushë-Kruja angrenzende Nachbargemeinde Thumana bereits über 12.000 Einwohner hatte, während es die südliche Nachbargemeinde Nikël auf fast 10.000 Einwohner brachte.
In Fushë-Kruja vereinen sich die Straßen von Tirana (SH 1) und Durrës (SH 52) zur einzigen Hauptverkehrsachse nach Nordalbanien. Ein Abzweiger führt nach Kruja.
Nordöstlich von Kruja befindet sich der kleine Nationalpark Qafë Shtama. Auf einem Gebiet von rund 2000 Hektaren finden sich in schöner Berglandschaft Wälder, Quellen und einige kleine Seen.
Im Dorf Bilaj westlich von Fushë-Kruja entspringt dem vom Ishëm angetragenen Alluvialboden der Ebene eine Thermalquelle. Das schwefelhaltige Wasser, das auch Calcium, Natrium, Eisen und Mangan enthält, ist 55 °C warm. Es gibt ein kleines, einfaches Heilzentrum für Kurgäste.

## Wirtschaft
Dank der Nähe zur Hauptstadt Tirana und der zentralen Lage innerhalb Albaniens konnten sich im Kreis Kruja diverse Wirtschaftszweige entwickeln.

### Gewerbe
Der Kreis hatte in Tirana insbesondere für ein Produkt Berühmtheit erlangt: An zahlreichen Orten werden Möbel produziert. Entlang der wichtigen Straßen reiht sich ein Möbelverkaufsgeschäft nach dem anderen.
Schon die Kommunisten hatten in Fushë-Kruja eine Zementfabrik und andere industrielle Anlagen errichtet. Die Fabriken wurden an gut erreichbaren Stellen in der Ebene erbaut, obwohl dort auch viele Bewohner aus Kruja arbeiteten, um den historischen Ort nicht mit Industrieanlagen zu verunstalten. Noch immer werden in der Region Baumaterialien hergestellt.

### Tourismus

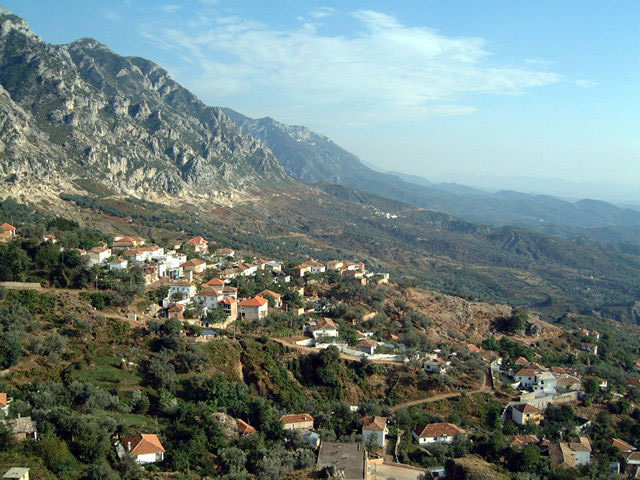
Ausblick von der Burg in Kruja nach Süden

Die Stadt Kruja zählt zu den wichtigsten touristischen Orten des Landes. Die Burg war Stammsitz des Nationalhelden Skanderbeg, und von hier aus bekämpfte er die Türken. Zusammen mit dem alten Basar bildet die Burg mit ihren Museen ein beliebtes Ziel für Tagesausflügler von Tirana. Rund um die Sehenswürdigkeiten werden Souvenirs in großer Zahl angeboten. Zahlreiche Restaurants und Cafés stehen den Besuchern zur Verfügung, von denen aber kaum einer vor Ort übernachtet.
Noch keine Touristen anzulocken vermag die alte illyrische Siedlung Zgërdhesh, die unterhalb von Kruja auf einer Anhöhe liegt.
Im Pinienwald an der Straße nach Kruja sind zahlreiche Restaurants entstanden, die Ausflüglern gemütliche Stunden im Grünen ermöglichen.

## Verkehr

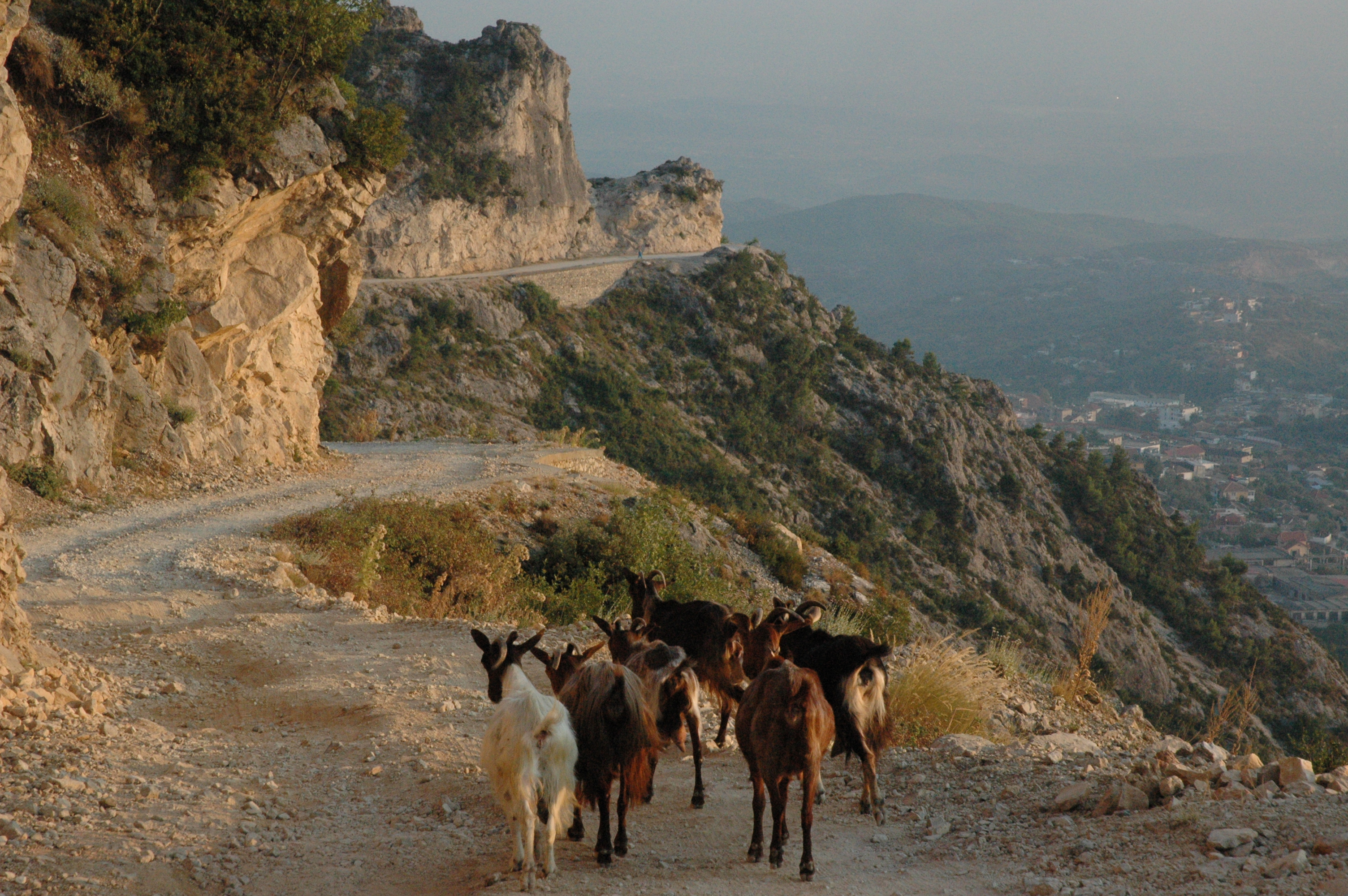
Sträßchen nordöstlich von Kruja

Im Südwesten beim Dorf Rinas liegt der Mutter-Teresa-Flughafen, Albaniens einziger internationaler Flughafen. Während am Flughafen selber vor allem Pendler aus Tirana beschäftigt sind, sind rund um den Flughafen einige Hotels, Cafés und andere Dienstleistungen entstanden, die lokalen Bewohnern gehören oder solche beschäftigen.
Neue Schnellstraßen verbinden Fushë-Kruja mit der auf halbem Weg nach Shkodra gelegenen Stadt Lezha und der Autobahn von Tirana nach Durrës bei Vora. Diese Straßen sind Teil der neuen Achse von Zentralalbanien nach Kosovo (Autobahn A1) und wurden streckenweise auf vier Spuren ausgebaut.
Die Eisenbahnlinie nach Shkodra führt zwar durch den Kreis, erschließt aber die wichtigen Orte nicht. Nur ein Nebengeleis führt zu den Industrieanlagen von Fushë-Kruja. Busse im Linienverkehr verbinden Fushë-Kruja mit Tiranas Zentrum.

## Gemeinden
Die Gemeinden des Kreises wurden 2015 in der Gemeinde Kruja zusammengefasst.
| Name          | Einwohner | Fläche (km²) | Gemeindeart |
| ------------- | --------- | ------------ | ----------- |
| Kruja         | 11.721    | 40           | Bashkia     |
| Fushë-Kruja   | 18.477    | 49           | Bashkia     |
| Bubq          | 5.951     | 50           | Komuna      |
| Cudhi         | 1.812     | 88           | Komuna      |
| Kodër Thumana | 12.335    | 71           | Komuna      |
| Nikël         | 9.518     | 35           | Komuna      |